# Spider-Man 2: The Sinister Six
Spider-Man 2: The Sinister Six (o Spider-Man 2: Enter the Sinister Six en Europa) es un videojuego de plataformas de 2001 basado en el personaje Spider-Man de Marvel Comics. Fue desarrollado por Torus Games y publicado por Activision para Game Boy Color. El juego se lanzó el 30 de mayo de 2001. Es una secuela alternativa de Spider-Man (2000), y sigue principalmente los eventos de la versión para Game Boy Color de ese juego. Aunque tiene un formato similar, no está relacionado con Spider-Man: Return of the Sinister Six (1992).
Una secuela canónica del primer juego, Spider-Man 2: Enter Electro, fue finalmente lanzado el 26 de agosto de 2001 (pero relanzado el 19 de octubre de 2001) como un exclusivo de PlayStation, seguido de una secuela independiente, Spider-Man: Mysterio's Menace, lanzado el 19 de septiembre de 2001 para Game Boy Advance.

## Jugabilidad
El jugador controla a Spider-Man a través de seis niveles de desplazamiento lateral, luchando contra matones y secuaces menores hasta derrotar a los villanos en una pelea de jefe al final de cada nivel. Durante el juego, Spider-Man puede saltar, golpear, patear, escalar paredes y usar sus tiradores de telarañas para balancear telarañas o aturdir temporalmente a los enemigos. Cada nivel implica completar un objetivo secundario antes de permitir que el jugador acceda al encuentro con el jefe del escenario, como encontrar llaves para abrir puertas o buscar enemigos específicos que impidan el progreso del jugador.

## Trama
La trama del juego gira en torno al secuestro de la tía May y los esfuerzos de Spider-Man para salvarla del grupo de villanos que se hacen llamar Sinister Six: Mysterio, Sandman, Vulture, Scorpion, Kraven y el autor intelectual de los planes del grupo. Doctor Octopus.
Dr. Otto Octavius celebra una reunión de los Seis Siniestros durante la secuencia de créditos de apertura del juego. Al explicar su trama, Octavius primero instruye a los miembros de los Seis a cazar a Peter Parker, el fotógrafo de Spider-Man, para enviar un mensaje a su enemigo compartido. Al llegar a la casa de Parker, Sandman y el Escorpión se dan cuenta de que Peter no está en casa. En el lugar de Peter, la pareja secuestra a la tía de Peter,  May Parker, y deja un mensaje para Peter, indicándole que "diga a Spidey que vaya al Coney Island Pier".
Spider-Man lucha contra una variedad de enemigos que patrullan las alcantarillas del área y las atracciones del carnaval antes de encontrarse con Mysterio y varios de sus hologramas duplicados. Después de su derrota, Mysterio desaparece mientras se burla alegremente de Spider-Man por distraerlo de su tarea original de dirigirse al muelle. Spider-Man luego se dirige al muelle, lucha contra varios enemigos y se ve obligado a buscar una llave, que posee uno de los matones cercanos. Después de una breve batalla con Sandman, el villano murmura algo acerca de que el Buitre está en el World Trade Center antes de desmayarse.
En el World Trade Center, Spider-Man debe desbloquear una serie de puertas para acceder a los techos de las Torres Gemelas. Al acceder al exterior del complejo, Spider-Man es atacado por Vulture, quien deja caer una pista que conduce al Madison Square Garden.
Siguiendo la pista, Spider-Man lucha contra Scorpion en la enorme arena, quien le dice a Peter que se dirija a Central Park para su próximo desafío. Al amparo de una tormenta eléctrica masiva, Spider-Man atraviesa las exhibiciones del zoológico y más secuaces, y finalmente se encuentra con Kraven the Hunter. El deportista, que nunca se aleja de un desafío, se involucra en una feroz batalla con Spider-Man, carga contra él con su lanza y arroja una variedad de cuchillos. Lamentando el secuestro porque carece de honor, Kraven reconoce la destreza de lucha de su enemigo y le indica que vaya a la Universidad Empire State para su sexto y último desafío.
En la penúltima etapa del juego, el jugador debe avanzar por el campus de la ESU, escabulléndose por las salas de conferencias y las aulas para llegar al Dr. Octopus. En medio de cubas burbujeantes de líquido verde y enormes piezas de maquinaria, Spider-Man derrota al Doctor Octopus. Con todo el complejo temblando como resultado de la batalla, el líder de los Sinister Six cae al suelo, jurando que algún día saldrá victorioso. En el epílogo, Peter piensa en conseguirle a la tía May una dirección que no figura en la lista después de acompañarla a casa de manera segura.

## Recepción
El juego recibió críticas de promedio a positivas, ya que GameRankings le dio una puntuación de 70,29%.